# Валараванс
Валараванс (Walarawans, Valaravans; (* 370 г.) е крал на остготите от рода на Амалите. Той е син на Вултулф и баща на Винитар.